# Église Sainte-Croix de Conat
Pour les articles homonymes, voir église Sainte-Croix.
L'église Sainte-Croix de Conat est une église romane ruinée située à Conat, dans le département français des Pyrénées-Orientales.